# Sierra de Cochicó
Sierra de Cochicó är en bergskedja i Argentina.   Den ligger i provinsen Neuquén, i den västra delen av landet, 1 100 km väster om huvudstaden Buenos Aires.
Trakten runt Sierra de Cochicó är ofruktbar med lite eller ingen växtlighet. Runt Sierra de Cochicó är det mycket glesbefolkat, med 3 invånare per kvadratkilometer.